# 瀨戶石站
瀨戶石站（日语：〔〕／ Setoishi eki */?）位於熊本縣八代市坂本町川嶽，是九州旅客鐵道（JR九州）肥薩線上的車站。

## 車站構造
島式月台1面2線的車站。沒有站房，月台上設有候車室。最初通車時設有木造站房，但於1965年時被洪水沖毀。之後以鋼筋混凝土重建，卻又在1982年再度被沖毀。最後於月台上預先組裝站房，可是隨著車站無人化，站房的興建也就因此停止。2020年九州水災更沖毀整個車站站房連月台，車站變得面目全非。

### 月台配置
| 月台 | 路線    | 方向 | 目的地           |
| ---- | ------- | ---- | ---------------- |
| 1    | ■肥薩線 | 下行 | 人吉、吉松方向   |
| 2    | ■肥薩線 | 上行 | 八代、新八代方向 |

## 車站周邊
車站附近沒有住家，最近的聚落是位於對岸的楮木（かしき），透過渡船可來往兩地。
由車站附近的階梯往球磨川前進可到達渡船處，船資一次150日幣，但聚落的村民享有優惠不用收費。
- 瀨戶石大壩
- 國道219號 - 位於對岸。

## 歷史
- 1910年（明治43年）6月25日 - 由鐵道院設立。
- 1927年（昭和2年）10月17日 - 鹿兒島本線海岸新線通車，八代 - 人吉 - 鹿兒島間分離出成為肥薩線。
- 1965年（昭和40年）7月3日 - 豪雨災害沖毀站房。
- 1982年（昭和57年）7月12日 - 豪雨災害土石崩落，當時停靠於本站的急行「球磨川」被掩埋。
- 1986年（昭和61年）11月1日 - 導入電子閉塞裝置，車站無人化。
- 1987年（昭和62年）4月1日 - 國鐵分割民營化後成為九州旅客鐵道（JR九州）轄下的車站。
- 2020年（令和2年）7月4日 - 2020年九州水災沖毀整個車站站房連月台。

## 相鄰車站
九州旅客鐵道
肥薩線
■快速
通過
■普通
鎌瀨－瀨戶石－海路

## 外部連結
- JR九州 － 瀨戶石車站 （页面存档备份，存于）（日語）

## 關連項目
- 日本鐵路車站列表